# Kenny Guinn
Kenneth Carroll "Kenny" Guinn (Garland (Arkansas), 24 augustus 1936 - Las Vegas (Nevada), 22 juli 2010) was een Amerikaanse opvoedkundige, politicus en zakenman. Hij was lid van de Republikeinse Partij en van 1999 tot 2007 gouverneur van de staat Nevada.

## Levensloop
Guinn studeerde bewegingskunde aan de Fresno State University. In 1957 behaalde hij daar een Bachelor of Arts. In 1970 verkreeg hij nog een doctoraat aan de Utah State University. Van 1969 tot 1978 was hij hoofdbestuurder van het Clark County School District en van 1978 tot 1987 vicepresident van de bank Nevada Savings and Lona. Daarna was hij voor een jaar bestuursvoorzitter van de PriMeritBank en later, van 1988 tot 1993, bestuursvoorzitter van Southwesth Gas Corporation. Daar was hij tot 1997 werkzaam. In de tussentijd, van 1994 tot 1995, was hij op ad interimbasis president van de Universiteit van Nevada.
Zijn politieke carrière begon in 1998. Guinn stelde zich verkiesbaar voor het gouverneurschap van de staat Nevada en versloeg zijn Democratische opponente Jan Laverty Jones, op dat moment burgemeester van Las Vegas. Op 4 januari 1999 werd hij geïnaugureerd. Als gouverneur kwam Guinn bekend te staan als een gematigd Republikein. Tijdens zijn eerste termijn ontwierp hij de Millennium Scholarship. Dat was een programma dat alle middelbare scholieren van de staat de mogelijkheid gaf met een beurs aan een van de universiteiten in Nevada te studeren. Ook hervormde hij het belastingstelsel van de staat. Nevada verkreeg haar geld vooral uit toerisme en had daarom geen inkomstenbelasting. Guinn vond dat geen solide basis en voerde daarom de inkomstenbelasting in. Van verschillende kanten kreeg Guinn kritiek, maar hij kreeg ook van veel kanten steun voor zijn controversiële beslissing.
Guinn werd in 2002 herkozen als gouverneur. In 2006 kon hij zich vervolgens niet meer verkiesbaar stellen, omdat een gouverneur volgens de grondwet van Nevada slechts twee termijnen mag dienen. Guinn weigerde echter zijn partijgenoot en beoogd opvolger Jim Gibbons te steunen, vanwege een conflict destijds rondom de belastingverhoging. Gibbons won desondanks de verkiezingen en nam op 1 januari 2007 het gouverneurschap van Guinn over.
Na zijn gouverneurschap werd Guinn lid van de Raad van Bestuur van MGM Mirage Group, een hotel- en casinobedrijf. Hij overleed op 22 juli 2010 nadat hij van het dak van zijn huis viel in Las Vegas.
- Gemeinsame Normdatei: 119068344X
- International Standard Name Identifier: 0000 0000 4070 4759
- Library of Congress Control Number: n2006034520
- Virtual International Authority File: 31423460
- WorldCat: E39PBJqQx3DbyHfYVGX9Jc8V4q